# The Lady Chablis
Brenda Dale Knox, née le 11 mars 1957 à Quincy, en Floride, et morte le 8 septembre 2016 à Savannah, en Géorgie, et connue professionnellement sous le nom de The Lady Chablis, est une actrice, une auteure et une performeuse américaine. Grâce à son exposition dans le roman Minuit dans le Jardin du Bien et du Mal  et à son adaptation cinématographique de 1997, elle est devenue l'une des premières artistes trans à être acceptée par un public plus large,.

## Biographie

### Jeunesse
Née Benjamin Edward Knox dans le nord de la Floride en 1957, elle avait au moins une sœur. Knox a grandi pendant les années 1960 et 1970 à Quincy en Floride. Son nom a été légalement changé pour "The Lady Chablis" dans les années 1990.

### Transition
Selon le livre de Berendt, Chablis était une femme transgenre; Berendt a écrit qu'il avait rencontré Chablis alors qu'elle rentrait chez elle après une injection d'hormone. Dans son livre Hiding My Candy, Chablis a déclaré qu'elle n'avait pas subi la chirurgie de réattribution sexuelle.

### Carrière
Chablis se produisait fréquemment dans sa boîte de nuit "maison" du Club One à Savannah, où elle était connue sous le nom de "Grand Empress". Chablis a voyagé aux États-Unis en se produisant dans divers lieux et événements spéciaux, tels que des rassemblements de la Marche des fiertés. Elle est également apparue dans des émissions de radio. Elle a été un personnage important dans le best-seller de John Berendt Minuit dans le Jardin du Bien et du Mal (1994), et a joué elle-même dans l'adaptation cinématographique de 1997, avec Kevin Spacey et John Cusack.
The Lady Chablis a été présentée dans le segment de clôture de l'épisode Savannah de Bizarre Foods America sur The Travel Channel. Elle a rejoint l'animateur Andrew Zimmern dans plusieurs restaurants de Savannah, dont Elizabeth à la 37e place. En 2012, elle a été interviewée à Savannah en Géorgie lors de l'épisode 1 de la saison 2 de la série télévisée locale "MAMA Knows Best Talk Show". Le 19 avril 2013, Chablis s'est produite pour l'inauguration du Mama's Cabaret à Lewiston dans le Maine avec "MAMA" de Savannah en Géorgie. 

### Mort

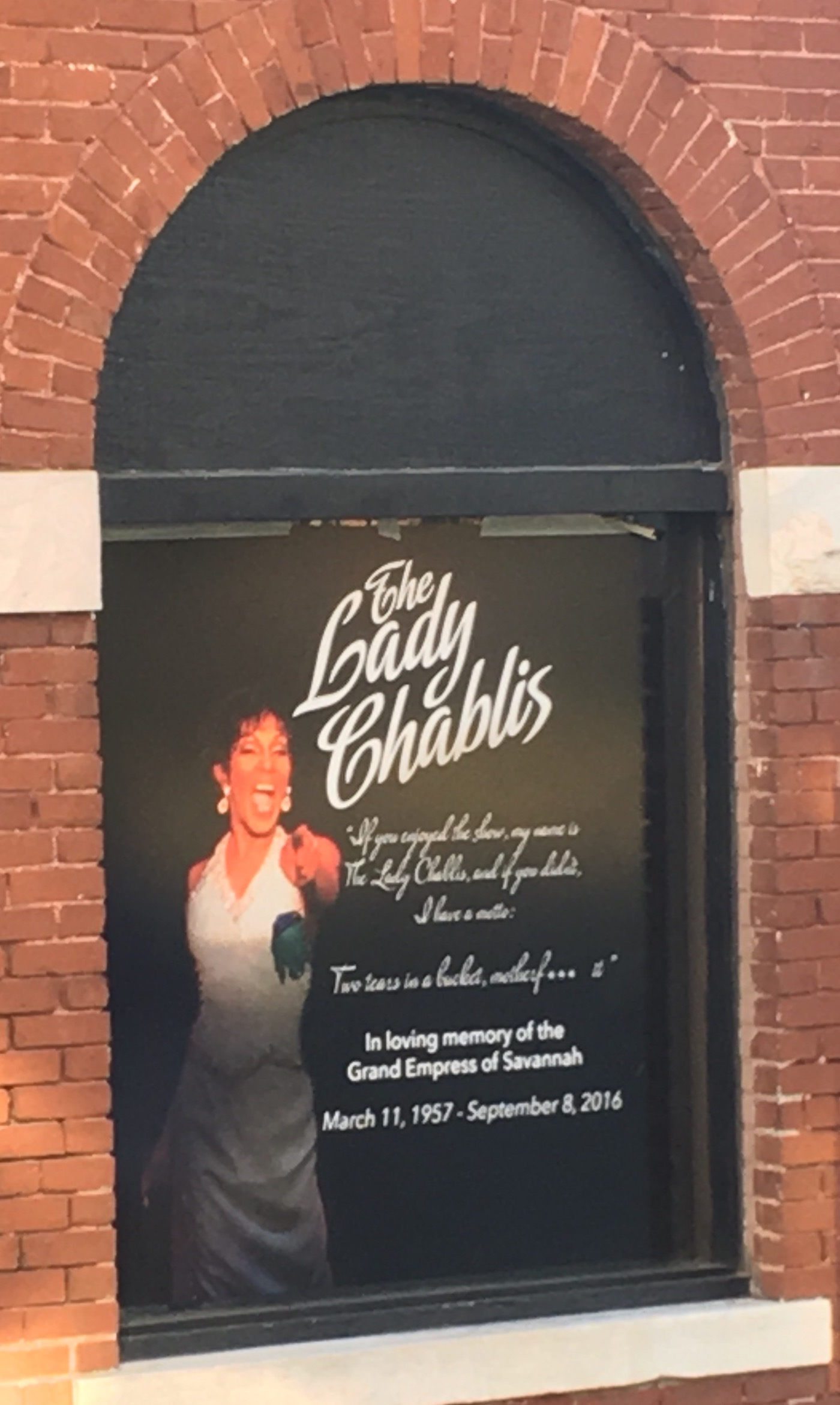
Une affiche dans la mémoire de The Lady Chablis sur le Club One de Jefferson Street wall. Il mentionne son slogan, qu'elle utilise dans Minuit dans le Jardin du Bien et du Mal: "Deux larmes dans un seau, motherfuck".

The Lady Chablis est morte d'une pneumonie le 8 septembre 2016 à l'âge de 59 ans.

## Prix et Récompenses
Au début de sa carrière en tant qu'artiste, sous le nom de Brenda Dale Knox, elle a remporté plusieurs titres en apparat de drag dont :
- Miss Dixieland 1976
- Miss Gay World 1976
- The Grand Empress of Savannah 1977
- Miss Sweetheart International 1989

## Autobiographie
Lady Chablis, Hiding My Candy: The Autobiography of the Grand Empress of Savannah, Pocket Books, 1996 (ISBN 0-671-52095-4, OCLC 37901705)

## Filmographie
- Midnight in the Garden of Good and Evil : Chablis Deveau, 1997
- Midnight in Savannah (TV documentary) : elle-même, 1997
- Partners (téléfilm) – Beverly 1999
- Damn Good Dog (documentaire vidéo) : elle-même, 2004
- Bizarre Foods America: Savannah : elle-même, 2012
- Real Housewives of Atlanta : elle-même, 2013